# Sefa Figuerola
Sefa Figuerola (Valls, 1948) és una artista i activista cultural catalana.
Estudia a l'Escola Taller d'Art de la Diputació a Tarragona durant els anys 1970 a 1975. Allí va tenir com a professors Ramon Ferran, Lluís Saumells, Magda Folch, Tomàs Olivar i Mariano Rubio. El 1975 va revalidar els seus estudis a l'Escola d'Art Ciutat de Balaguer, on va obtenir el diploma d'arts gràfiques. Durant els anys 1977 i 1978 va estudiar gravat amb Ramon Ferran i Jordi Secall. L'any 1977 s'integra al grup de Teatre del Principal de Valls, treballa en els decorats i dissenya vestuaris, alguns programes i cartells. A partir de 1981 i durant uns quants anys col·labora amb la crítica d'art Quaderns de Vilaniu i l'any 1997 obté la llicenciatura en història de l'art per la Universitat Rovira i Virgili de Tarragona. Participa com a documentalista en el llibre d'Antonio Salcedo L'art del segle XX a les comarques de Tarragona (2001) i és comissària amb Jordi París de l'exposició “L'Art a Valls de la postguerra en l'actualitat” al Museu de Valls (2003). Col·labora amb el Cine Club de Valls, sobre el qual ha publicat una primera aproximació històrica. Malgrat la seva àmplia informació i el domini assolit, Sefa Figuerola ha mostrat molt poques vegades en públic les seves obres, i quan ho ha fet ha estat en mostres col·lectives.
Hi ha un tema essencial en el seu treball: la dona. Ella és la protagonista dels seus gravats, de les seves pintures i dels seus dibuixos. Totes elles són figures amb clares reminiscències de l'època blava de Picasso.